# Khúc côn cầu trong nhà tại Đại hội Thể thao Đông Nam Á 2023
Khúc côn cầu trong nhà tại Đại hội Thể thao Đông Nam Á 2023 diễn ra từ ngày 1 đến ngày 7 tháng 5 năm 2023, Nhà thi đấu Rong Roeung, Phnôm Pênh, Campuchia.

## Các quốc gia tham dự
Có tổng cộng 6 quốc gia tham gia nội dung thi đấu này.
- Campuchia
- Indonesia
- Malaysia
- Philippines
- Singapore
- Thái Lan

## Bảng huy chương
| Hạng               | Đoàn               | Vàng | Bạc | Đồng | Tổng số |
| ------------------ | ------------------ | ---- | --- | ---- | ------- |
| 1                  | Thái Lan           | 1    | 0   | 1    | 2       |
| 1                  | Indonesia          | 1    | 0   | 1    | 2       |
| 3                  | Malaysia           | 0    | 2   | 0    | 2       |
| 4                  | Campuchia          | 0    | 0   | 1    | 1       |
| 4                  | Singapore          | 0    | 0   | 1    | 1       |
| Tổng số (5 đơn vị) | Tổng số (5 đơn vị) | 2    | 2   | 4    | 8       |

## Huy chương
| Sự kiện       | Vàng | Bạc | Đồng | |
| ------------- | --- | --- | --- | --- |
| Nam trong nhà | Indonesia · Adi Darmawan Leksono · Alam Fajar Kusuma · Andrea Guntara Adivery Sandrea · Astri Rahmad · Candra Juli Prawesti · Fajar Jaelani Nugraha · Ferdian Fathur Rahman · Ilham Wiranata Kusuma · Muhamad Alfiana · Muhammad Hendri Firdaus · Prima Rinaldi Santoso · Revo Priliandro | Malaysia · Abdul Khaliq Hamirin · Adam Aiman Mamat · Danial Asyraf Abdul Ghani · Faridzul Afiq · Muhammad Aslam Hanafiah · Muhammad Firdaus Omar · Mohd Hazrul Faiz Ahmad Sobri · Muhamad Izham Azhar · Mohd Khairul Afendy Kamaruzaman · Mohd Nurhafizie Jamil Azomi · Razali Mohd Hazemi · Syed Mohd Syafiq Syed Cholan       | Thái Lan · Warawut A-nukoon · Warun Boonpea · Arithat Chalattam · Nichanon Ketsawad · Jarernchai Noonee · Kittithat Sori · Pongpon Sukwong · Anuson Suyaram · Thoranin Trongthaisong · Sarawut Wangchua · Thanawat Wiyaboon · Wiros Yotsiri                                                  | Thái Lan · Warawut A-nukoon · Warun Boonpea · Arithat Chalattam · Nichanon Ketsawad · Jarernchai Noonee · Kittithat Sori · Pongpon Sukwong · Anuson Suyaram · Thoranin Trongthaisong · Sarawut Wangchua · Thanawat Wiyaboon · Wiros Yotsiri                |
| Nam trong nhà | Indonesia · Adi Darmawan Leksono · Alam Fajar Kusuma · Andrea Guntara Adivery Sandrea · Astri Rahmad · Candra Juli Prawesti · Fajar Jaelani Nugraha · Ferdian Fathur Rahman · Ilham Wiranata Kusuma · Muhamad Alfiana · Muhammad Hendri Firdaus · Prima Rinaldi Santoso · Revo Priliandro | Malaysia · Abdul Khaliq Hamirin · Adam Aiman Mamat · Danial Asyraf Abdul Ghani · Faridzul Afiq · Muhammad Aslam Hanafiah · Muhammad Firdaus Omar · Mohd Hazrul Faiz Ahmad Sobri · Muhamad Izham Azhar · Mohd Khairul Afendy Kamaruzaman · Mohd Nurhafizie Jamil Azomi · Razali Mohd Hazemi · Syed Mohd Syafiq Syed Cholan       | Singapore · Abdul Hanif Murid · Aik Yu Chen · Arasu Ct Karuppiah · Gerald Wong Jing Yang · Loogeswaran Arumugam · Mayazhagu Guhan · Muhammad Hidayat Mat Rahim · Mohd Jumaeen Amat Kamsin · Muhd Shafiq Abdul Rashid · Muhammad Syafiq Ibrahim · Syed Syahmi Syed Ali · Timothy Goh Kai Yang | |
| Nữ trong nhà  | Thái Lan · Benjamas Bureewan · Wilawan Duangwao · Priyakorn Jomjan · Kittiya Losantia · Phimmada Metta · Papichaya Ogbuneke · Chatchanan Pathumpairot · Phimphakan Phakdeengam · Tikhamporn Sakulpithak · Somlak Suttiprapa · Jiratchaya Todkaew · Thanaporn Tongkham                     | Malaysia · Farah Ayuni Yahya · Fazilla Sylvester Silin · Iren Hussin · Nor Asfarina Isahyifiqa Isahhidun · Nur Atira Mohamad Ismail · Nur Hazlinda Zainal Abidin · Nuraslinda Said · Nurul Farawahida Marzuki · Putri Nur Batrisyia Nor Nawawi · Qasidah Najwa Muhd Halimi · Raja Norsharina Raja Shabuddin · Surizan Awang Noh | Indonesia · Ai Melis Kusmiati · Annur Amalia El Islamy · Citra Purbasari · Desi Ratna Wardani · Novita Natalia Since · Nuraini Sugiarti · Patmawati · Putri Krismonita · Rahma Dwi Aulia · Selly Amalia Florentina · Winda Risdiyanti · Zulita Dwi Aprilia                                   | Indonesia · Ai Melis Kusmiati · Annur Amalia El Islamy · Citra Purbasari · Desi Ratna Wardani · Novita Natalia Since · Nuraini Sugiarti · Patmawati · Putri Krismonita · Rahma Dwi Aulia · Selly Amalia Florentina · Winda Risdiyanti · Zulita Dwi Aprilia |
| Nữ trong nhà  | Thái Lan · Benjamas Bureewan · Wilawan Duangwao · Priyakorn Jomjan · Kittiya Losantia · Phimmada Metta · Papichaya Ogbuneke · Chatchanan Pathumpairot · Phimphakan Phakdeengam · Tikhamporn Sakulpithak · Somlak Suttiprapa · Jiratchaya Todkaew · Thanaporn Tongkham                     | Malaysia · Farah Ayuni Yahya · Fazilla Sylvester Silin · Iren Hussin · Nor Asfarina Isahyifiqa Isahhidun · Nur Atira Mohamad Ismail · Nur Hazlinda Zainal Abidin · Nuraslinda Said · Nurul Farawahida Marzuki · Putri Nur Batrisyia Nor Nawawi · Qasidah Najwa Muhd Halimi · Raja Norsharina Raja Shabuddin · Surizan Awang Noh | Campuchia · Duch Chansovatey · Dy Koemyean · Eng Chakriya · Eng Sreysros · Heng Ry · Lun Monika · Nida Majeed · Mam Ta · Phor Misan · Seng Sorphorn · Sin Raksa · Vun Saroeu | |